# Apach
Apach település Franciaországban, Moselle megyében. Lakosainak száma 1072 fő (2022. január 1.). Apach Kirsch-lès-Sierck, Merschweiller, Rustroff és Sierck-les-Bains községekkel határos.

## Népesség
A település népességének változása:
| Lakosok száma | 841  | 864  | 798  | 899  | 1003 | 1022 | 1032 | 1070 | 1071 | 1072 |
|               | 1968 | 1982 | 1990 | 2006 | 2013 | 2015 | 2017 | 2019 | 2020 | 2022 |